# Hyetussa aguilari
Hyetussa aguilari is een spinnensoort in de taxonomische indeling van de springspinnen (Salticidae).
Het dier behoort tot het geslacht Hyetussa. De wetenschappelijke naam van de soort werd voor het eerst geldig gepubliceerd in 1978 door María Elena Galiano.